# Vasse Highway
Der Vasse Highway ist eine Fernstraße im Südwesten des australischen Bundesstaates Western Australia. Er verbindet den Bussell Highway bei Busselton mit dem South Western Highway 15 km südlich von Manjimup.

## Namensherkunft
Der Highway ist wie die Stadt Vasse und der Vasse River nach dem französischen Seemann Thomas Vasse benannt, der bei einer Expedition von Nicolas Baudin im Juni 1801 in dieser Gegend verschwunden ist.

## Verlauf
Über weite Strecken verläuft er durch Karri- und „Jarrah“-Wälder, dazwischen einige landwirtschaftlich genutzte Flächen und Weingüter.
Von Busselton aus zweigt der Vasse Highway, ausgeschildert als State Route 104 vom Bussell Highway ab. Nach 56 km folgt mit Nannup der erste größere Ort. Dort zweigt der Brockman Highway (S10) nach Westen ab.
Von diesem übernimmt der Vasse Highway die Bezeichnung State Route 10. Er quert den Donnelly River bei Peerbeelup. 22 km vor Pemberton zweigt nach Norden die Zufahrtsstraße zum Beedelup-Nationalpark ab, wenig später passiert man den Warren-Nationalpark.
Von Pemberton sind es noch 19 km, bis der Vasse Highway mit der Einmündung in den South Western Highway in der Nähe des Diamond Tree 15 km südlich von Manjimup.